# Jason Tesson
Jason Tesson (Angers, 9 januari 1998) is een Frans wielrenner die in 2023 prof werd bij TotalEnergies.

## Overwinningen
2020
 Frans kampioen op de weg, Amateurs
2021
1e etappe Dwars door Hauts-de-France
Eindklassement Dwars door Hauts-de-France
2e etappe Ronde van Poitou-Charentes in Nouvelle-Aquitaine
2022
2e etappe Vierdaagse van Duinkerke
Puntenklassement Vierdaagse van Duinkerke
3e en 4e etappe Ronde de l'Oise
2023
2e en 3e etappe La Tropicale Amissa Bongo
2e etappe Route d'Occitanie
2024
La Roue Tourangelle
4e etappe Ronde van het Taihu-meer

## Resultaten in voornaamste wedstrijden
|      | \| Jaar \| Parijs-Tours \| \| ---- \| ------------ \| \| 2021 \| 37e \| \| 2022 \| \| \| 2023 \| 84e \| |
| Jaar | Parijs-Tours                                                                                            |
| 2021 | 37e |
| 2022 | |
| 2023 | 84e |

## Ploegen
- 2021 –  Saint Michel-Auber 93
- 2022 –  Saint Michel-Auber 93
- 2023 –  TotalEnergies
- 2024 –  TotalEnergies
- 2025 –  TotalEnergies

Boasson Hagen · Bodnar · Bonnet · Burgaudeau · Cabot · Cras · de la Parte · Doubey · Dujardin · Ferron · Grellier · Jeannière · Jousseaume · Latour · Manzin · Oss · Ourselin · Sagan · Simon · Soupe · Tesson · Turgis · Van Gestel · Vercher · Vuillermoz · Boniface (stagiair) · Cialone (stagiair) · Grolier (stagiair)
Boniface · Bonnet · Burgaudeau · Cras · Doubey · Dujardin · Ferron · Gachignard · Grellier · Jeannière · Jegat · Jousseaume · Latour · Manzin · Ourselin · Simon · Soupe · Tesson · Turgis · Vadic · Van Gestel · Vercher · Vuillermoz · Boulahoite (stagiair) · Marcerou (stagiair) · Sanchez (stagiair)